# 오다 미키지로
오다 미키지로(일본어: 小田幹治郎, 1875년 ~ 1929년)는 일본의 법조인, 조선총독부 관료이다. 효고현 출신이다. 법조인 출신이면서 조선어 사전과 유적 조사, 구관(舊慣) 조사 등에 관여하며 문화적 방면에 조예가 있었다.

## 경력
- 1901년 12월 9일: 사법관 시보(試補), 검사대리
- 1903년 7월 11일: 나가노 구 재판소 판사
- 1903년 7월 18일: 나가노 지방재판소 판사 겸직
- 1907년 1월 20일: 평안북도 재판소 법무보좌관(대한제국 정부에 의해 초빙됨)
- 1908년 1월 1일: 내각 법전조사국 사무관
- 1910년 2월 2일: 법전조사국 서기관
- 1910년 10월 1일: 조선총독부 취조국 사무관
- 1912년 4월 1일: 조선총독부 사무관, 참사관실 근무
- 1915년 5월 1일: 조선총독부 관방총무국 총무과 겸무
- 1915년 5월 17일: 조선총독부 중추원 서기관 겸직
- 1916년 4월 26일: 고적조사회 간사
- 1918년 1월 19일: 중추원 조사과장
- 1921년 4월 27일: 중추원 서기관 겸 조선총독부 사무관
- 1922년 9월 30일: 중추원 서기관장
- 1922년 12월 28일: 조선사편찬위원회 위원
- 1923년 3월 29일: 의원면관
- 1929년 3월 1일: 사망

## 참고 문헌
- 오다 미키지로, 《오다 미키지로 유고[깨진 링크(과거 내용 찾기)](小田幹治郎遺稿》, 오다 고즈에(小田梢), 1931년